# Josefina Tapia Varas
Josefina Tapia Varas (25 de abril de 2002, Valparaíso) es una patinadora chilena y tres veces campeona nacional chilena de skate en parque femenino.
Es la primera patinadora chilena en competir en los Juegos Olímpicos de Tokio 2020.

## Competencias
Compitió en el women's park event en los Juegos Olímpicos de Verano de 2020 en Tokio.

## Patrocinadores
En julio de 2021, la patinadora fue patrocinada por las siguientes empresas y organizaciones:
- Allskateboards
- Banco de Chile
- Deportes Zapallar
- Grizzly Griptape
- KiFit
- Centro Comercial Deporte
- Reino de Naos
- Rebull Lola
- Retro
- Stance
- Team Chile
- Vans